# 1440 Rostia
1440 Rostia eller 1937 TF är en asteroid i huvudbältet, som upptäcktes 11 oktober 1937 av den tyske astronomen Karl Wilhelm Reinmuth i Heidelberg. Den har troligen fått sitt namn efter den tyske astronomen och poeten Johann Leonhard Rost.
Asteroiden har en diameter på ungefär 15 kilometer och den tillhör asteroidgruppen Themis.